# RFC-KR
RFC-KR(Request For Comments-Korea)는 대한민국의 인터넷 관련 문서를 체계적으로 관리하며, 대한민국의 인터넷 관련 정보의 오류를 최소화하고 합의를 이루기 위해 운영된 조직이자, 이 조직이 발행한 동명의 문서를 뜻한다. RFC-KR 활동은 1998년 10월, KAIST SALAB(System Architecture LABoratory)의 강경란 등에 의해 시작되었으며, 명칭에서 알 수 있듯 IETF(Internet Engineering Task Force)와 인터넷 사회(Internet Society)가 발행하는 RFC(Request For Comments) 표준문서의 형식을 참고하였다. RFC-KR의 편집자들은 제출된 문서들에 대한 검토를 관리하였으며, 문서가 다루는 분야에 따라 관련 전문가 그룹이 기술적 검토를 담당하였다. 초대 RFC-KR의 의장은 이동만, 사무국장은 강경란이 역임하였다. 모든 회의는 공개를 원칙으로 하였고, 정기 회의 외에도 누구나 참여할 수 있는 공청회를 정기적으로 개최하였다. 초기 RFC-KR은 1986년 한국의 도메인네임 관리 권한이 위임되면서 시작된 각종 국내 인터넷 관련 규약을 문서로 정리하였고, 이와 함께 한국전산망협의회(Korea Network Council; KNC)에서 정한 KRNIC(Korea Network Information Center) 운영원칙이나 NIC위원회 및 NNC(Number & Name Committee)의 결정사항도 포함하였다.

## 같이 보기
- RFC
- 인터넷 표준
- 국제 인터넷 표준화 기구
- 웹 표준
- 표준화